# Albert Uderzo
Alberto Aleandro Uderzo, más conocido como Albert Uderzo (Fismes, Marne, Francia; 25 de abril de 1927-Neuilly-sur-Seine, Altos del Sena, Francia; 24 de marzo de 2020), fue un dibujante y guionista de historietas francés. Su serie más célebre fue Astérix, junto con el guionista René Goscinny (1926-1977), cuya primera edición apareció el 29 de octubre de 1959 en la revista Pilote antes de ser publicada como álbum.

## Biografía
Uderzo nació en Fismes, en el departamento de Marne, al poco de trasladarse allí sus padres, Silvio Leonardo Uderzo e Iria Crestini, emigrantes llegados desde Italia. Su apellido procede del pueblo italiano de Oderzo (anteriormente llamado Uderzo), de donde procedía su familia. De niño soñaba con convertirse en mecánico de aviones, a pesar de su talento artístico a muy corta edad.
Durante la Segunda Guerra Mundial, el joven Uderzo abandonó París y pasó un año en Bretaña, al oeste de Francia, trabajando en una granja y ayudando con el negocio de muebles de su padre. Muchos años después, cuando Goscinny dejó la decisión de ubicar la aldea de Astérix en sus manos, Uderzo eligió rápidamente Bretaña.
Tras la guerra, inició una exitosa carrera como dibujante en París, creando personajes como Flamberge y Clopinard, un hombrecillo de una sola pierna que siempre triunfa contra todo pronóstico. Entre 1947 y 1948 crea otros cómics, como Belloy y Arys Buck. En 1950, dibujó varios episodios del personaje de origen británico Capitán Marvel Jr. para la revista Bravo!.

### Con Goscinny
Tras unos cuantos años de otras creaciones y viajes, conoció a René Goscinny en 1951, haciéndose amigos rápidamente, y decidiendo colaborar juntos en la nueva oficina parisina de la compañía belga World Press en 1952. Su primera creación fue Jehan Pistolet. En 1958 comienzan su trabajo en Oumpah-pah (que duraría hasta 1962), así como algunas otras series. En 1959 Goscinny y Uderzo se convierten en editor y director artístico, respectivamente, de la nueva revista Pilote, dirigida a niños mayores. En el primer número aparecía por primera vez Astérix en el mercado francés, siendo un inmediato éxito.
Inicialmente se trataba de un serial más dentro de Pilote, pero en 1961 se publicó el primer álbum autónomo, Astérix el Galo. Para 1967, el cómic se había hecho tan popular que sus autores decidieron dedicarse en exclusiva a él, produciendo unos dos álbumes al año. Tras la muerte de Goscinny en 1977, Uderzo se hizo cargo además del guion, lo que hizo que la producción se hiciera mucho más lenta, aproximadamente un álbum cada cuatro años.
El 27 de diciembre de 2010 la delegación de Hacienda francesa consideró que Uderzo era coautor de las obras de Astérix y, por ello, fue condenado a pagar unos 200.000 euros por los 24 títulos de Astérix y Obélix en los que solo firma como dibujante.

## Retiro
Uderzo se retiró a causa de su avanzada edad. En 2013, tomó la decisión, no sin reticencias iniciales, de ceder la realización de las historias de Astérix a un nuevo equipo creativo, seleccionado por él mismo. Aun dejando toda la responsabilidad en los jóvenes Didier Conrad (a los lápices) y Jean-Yves Ferri (al guion), Uderzo revisaba las páginas desarrolladas por estos, limitándose a hacer pequeñas sugerencias. 
Su última ilustración profesional fue para apoyar el lanzamiento del primer álbum de los nuevos autores (Astérix y los pictos) desarrollando una ilustración promocional del mismo.

## Familia
Uderzo tenía una hija, Sylvie Uderzo, con su mujer Ada. De acuerdo con El libro de Astérix el Galo, se especuló que Uderzo basó los personajes Falbalá y Zazá en Ada y Sylvie, respectivamente, aunque fue desmentido por Uderzo. Cuando Uderzo vendió su parte de Éditions Albert René a Hachette Livre, Sylvie le incriminó en una columna del diario Le Monde que con esa acción era "como si las puertas de la villa gala se hubieran abierto al Imperio romano". Sylvie posee el 40 % de Éditions Albert René, mientras que el 60 % restante, previamente perteneciente a Uderzo y a la hija de Goscinny, lo posee actualmente Hachette Livre.
El cómic ¡El cielo se nos cae encima! fue dedicado a su hermano mayor Bruno Uderzo (1920-2004).

## Polémica con Unix
La editorial propiedad de Uderzo, Les Éditions Albert René, denunció ante la justicia alemana el uso por parte de ciertas compañías informáticas de nombres terminados en "ix" (habitual en compañías que trabajan con variantes de Unix), ya que consideraban que estaban dañando sus marcas "Astérix" y "Obélix".

## Fallecimiento
Falleció a los 92 años, el 24 de marzo de 2020, en su mansión de Neuilly-Sur-Seine, una ciudad ubicada en el área metropolitana, al oeste de París. La causa de su muerte fue un ataque al corazón. La noticia fue difundida por su yerno Bernard de Chosy.

## Premios
- Caballero de la Legión de Honor, en 1985.